# 김지호 (희극인)
김지호(1981년 12월 25일 ~ )는 대한민국의 희극인이다. 그는 2011년에 방영했었던 《개그콘서트》 (감수성) 코너에서 오랑캐 역으로 출연했고 이로 인해 별명이 오랑캐로 알려져 있다.

## 학력
- 인덕대학교 방송연예학과 (학사)

## 연기 활동

### 예능
- KBS2 《개그콘서트》
  - 〈봉숭아학당〉세뇨리따 역, 엽기 서현 역
  - 〈드라이 클리닝〉
  - 〈꽁트의 신〉
  - 〈개그 매니아〉
  - 〈조아족〉
  - 〈도움상회〉
  - 〈상구 없다~〉
  - 〈지구를 지켜라〉
  - 〈달라스〉
  - 〈출동! 김반장〉
  - 〈나는 개그맨이다〉
  - 〈어느 별에서 왔니〉
  - 〈쉽게 설명해줄게〉
  - 〈고집불통〉
  - 〈헬스걸〉
  - 〈미끼〉아름이 역
  - 〈감수성〉오랑캐 역
  - 〈노력의 결정체〉
  - 〈갑을컴퍼니〉노희숙 대리 역
  - 〈버티고〉무통증을 가지고 있는 배우 역
  - 〈귀막힌 경찰서〉노인정 형사 역
  - 〈미안해요 형〉
  - 〈초근접 현미경〉
  - 〈비정상 교도소〉미친개 교도관 역
  - 〈속상해〉아들 역
  - 〈10년 후〉
  - 〈라스트 헬스보이〉
  - 〈막고 차고〉무도인 역
  - 〈리액션 야구단〉
  - 〈출소〉
  - 〈웰컴 백 쇼〉오덕후 역
  - 〈해보고 싶었습니다〉○○시 주민 역
  - 〈시엄마가 이상해〉시할머니 역
  - 〈오스트랄로삐꾸스〉
- KBS2《폭소클럽》
  - 〈냠냠교〉
- MBC 《코미디쇼 웃으면 복이와요》
- KBS2《개그스타 GCC어워드》
  - 〈누굴 위한 세상인가〉- P3B팀
  - 〈내시의 생일〉
- KBS2《해피선데이》- 남자의 자격
  - 〈남자, 그리고 송년의 밤〉
- KBS2 《대국민 토크쇼 안녕하세요》
- KBS2 《출발드림팀 시즌 2》
- 온게임넷 《온게임넷 스페셜 - BnB 슈퍼파이터》
- 온게임넷 《켠김에 왕까지》
- KBS2 《이야기쇼 두드림》
- KBS2 《7인의 미스코리아》
- SBS 파워FM 《영스트리트》
- KBS2 《TV는 사랑을 싣고》

### 광고
- 삼성제약 케어칸
- JW중외제약 가네톡

## 유행어
- 〈봉숭아학당〉
  - 빠르빠릭 곤잘레스~
  - 헤이 곤잘레스~ 이러고 있으니 외국배우 같지않나?
  - 곤잘레스 공갈빵~
- 〈드라이클리닝〉
  - 아니겠지?
- 〈감수성〉
  - 나 빈정 상했어, 갈래!
  - 아닛!! 어떻게 알았지~?!
  - 절대 말할 수 없다~!
- 〈갑을컴퍼니〉
  - 응~ 짜증나!! 응~ 짜증나!!
  - 얘 뭐래니?
  - 인석씨? 왜 이렇게 질퍽거려?
- 〈속상해〉
  - 애쓴다?!
  - 싫어!
  - 선생님! 궁금한거 있어요!~
- 〈시엄마가 이상해〉
  - 우리 강아지~
  - 어쩐 일이긴 뭔 어쩐일 이야~
  - 누구긴 누구야!!!
  - ○○이 짜다!!
  - 개맨있어봐
- 〈귀막힌 경찰서〉
  - 나는 자수한다고 봐주지 않아 이 경찰서에서 가장 인정머리 없는 노인정 형사니까

## 수상
- 2010년 제11회 대한민국 영상대전 예능 부문 포토제닉상

## 일화
- 씨앤블루 정용화가 개그콘서트에 방청왔을 때 봉숭아학당에서 엽기서현으로 출연해 정용화를 놀라게 했었다. 이때 김지호는 정용화가 MBC 우결에서 소녀시대 서현에게 분홍색기타를 사주지 못했던거 때문에 "네가 분홍색기타 안사줘서 내가 내돈주고 샀다리또~ 완전 짠돌이다리또~"라고 말했고 이어 "조권 가인 커플에 비해 우리는 백허그도 못하고 뽀뽀도 안하고 스킨십을 너무 안한다리또~"라고 말한 후 줄행랑치는 정용화를 잡은 후 강제 백허그를 시도했고 무릎에 앉아 기습 볼키스를 시도했으나 조준에 실패했다.[1]
- 이수근과 김병만이 김지호의 어머니가 근처 학교에서 배식하고 남겨온 반찬으로 밥을 먹곤 했다.[2]
- 가수 길과 한나라당 박진 의원 닮은꼴로 화제가 되었다.[3][4]
- 허경환이란 사람이 그의 미니홈피에 일촌신청을 했는데 처음에는 동기 허경환인줄 알았지만 사실은 일반 고등학생이었다. 이런 식으로 사람을 낚을 수 있는 것을 깨달았다고 한다.
- 원래 날씬한 체형이었으나 21세때 오토바이 사고로 10개월 정도 병원에 누워있으면서 살이 많이 불었다.[5]
- 스펀지 2.0에서 곤잘레스와 함께 머리카락 젤리,썩은 옥수수 통조림 등 멕시코 음식을 먹고 일관되게 매운 맛에 고개를 저었다.[6]
- 김준현, 유민상 등과 함께 P3B(Pig 3 Brothers)를 결성하여 비만인 사람들의 고충을 그리는 GCC를 촬영하고 있다.